# Брош (острів)
Брош (рос. Брош) — острів в Північному Льодовитому океані, у складі архіпелагу Земля Франца-Йосифа. Адміністративно відноситься до Приморського району Архангельської області Росії.

## Географія
Острів знаходиться в центральній частині архіпелагу, входять до складу Землі Зичі. Розташований біля південного берега острова Куна в протоці Штернека.
Острів являє собою скелю висотою 85 м.

## Історія
Острів названий на честь чеського лейтенанта Австро-Угорської полярної експедиції 1872–1874 років Густава Броша.